# Phare de Thimble Shoal
Le phare de Thimble Shoal (en anglais : Thimble Shoal Light), est un phare offshore à caisson situé au nord du chenal de Hampton Roads, en baie de Chesapeake sur la côte la Norfolk en Virginie. 
Il est inscrit au Registre national des lieux historiques depuis le 2 décembre 2002 sous le n° 02001436 et déclaré Virginia Historic Landmark le 10 septembre 2003.

## Historique
Le premier feu à cet endroit était un phare hexagonal de type screw-pile lighthouse, érigé en 1872, remplaçant le dernier bateau-phare stationné dans la baie. Il a été détruit par un incendie en 1880 et remplacé la même année par une nouvelle maison reposant sur les mêmes fondations. Cela a été facilité par la disponibilité d'une maison nouvellement construite destinée à l'origine au phare de Bells Rock, de sorte que la lumière n'a pas été utilisée pendant seulement cinquante-cinq jours.
Le deuxième feu était en proie à des collisions avec des navires de passage. Il a été heurté par un bateau à vapeur en 1891, par une barge à charbon en 1898, et enfin par la goélette Malcolm Baxter, Jr. , qui a percuté le phare le 27 décembre 1909 alors qu'elle était sous remorquage. Cette dernière collision a endommagé les fondations et renversé le poêle de la maison, qui a été détruite par un incendie.
Un phare de caisson a été placé à côté de l'ancien site en 1914. Pendant ce temps, une lumière temporaire fut perchée sur les vestiges de l’ancienne fondation. Cette lumière présente plusieurs caractéristiques inhabituelles pour de telles lumières dans la baie, notamment les vitres en forme de losange de la lanterne et les hublots ronds. Contrairement à ses prédécesseurs, ce phare a passé le temps relativement sans incident, avec l'automatisation à partir de 1964. Les restes de l'ancienne fondation sont restés près de la lumière jusqu'à leur élimination dans les années 2000. Comme avec la plupart des lumières, la lentille de Fresnel d'origine a été retirée, remplacée par des balises plus modernes. Celle-ci est exposée au centre de formation de la Garde côtière à Yorktown, en Virginie.
En 2005, il a été vendu aux enchères à un intérêt privé, mais reste une aide active à la navigation .

## Description
Le phare  est une tour cylindrique en fonte sur caisson, avec trois galeries et une lanterne, de 12 m de haut incorporant trois étages d'habitation. Le phare est totalement rouge foncé.
Son feu isophase Il émet, à une hauteur focale de 17 m, un éclat blanc d'une seconde toutes les 10 secondes. Sa portée est de 18 milles nautiques (environ 33 km). 
Il est équipé d'une corne de brume émettant un souffle de 3 secondes toutes les 30 secondes, en continu.

## Caractéristiques dufeu maritime
Fréquence :10 secondes (W)
- Lumière : 1 seconde
- Obscurité : 9 secondes

Identifiant : ARLHS : USA-482 ; USCG : 2-9310 ; Admiralty : J1416. 

### Lien connexe
- Liste des phares en Virginie